# John Neely (Tennisspieler)
John Crosby Neely (* 26. Mai 1872 in Chicago; † 22. März 1941 in New York City) war ein US-amerikanischer Tennisspieler.

## Biografie
Neely studierte an der Princeton University und machte dort 1894 einen Abschluss. Danach studierte er an einer Graduate School an selber Stelle das Ingenieurwesen. 1897 wurde er dort Hochschulmeister im Tennis.
Neely nahm an den Olympischen Sommerspielen 1904 in St. Louis am Tenniswettbewerb teil. Im Einzel besiegte er zunächst Malcolm MacDonald und Rollin Feitshans, ehe er im Viertelfinale Beals Wright, den späteren Olympiasieger, deutlich unterlag. Im Doppel zog er seine Teilnahme zurück.
Später war Neely Ingenieur und arbeitete am South Side Elevated Railway. Andere Arbeitgeber umfassten die Kellogg Switchboard & Supply Company, die Arnold & Co., SAE International und LaBranche & Co. Später war er eine Zeit lang Banker und wurde Manager der Einzelhandelsabteilung von Wright & Ditson.